# لائوتارو مارتینز
لائوتارو خاویر مارتینز (به اسپانیایی: Lautaro Javier Martínez‎؛ زادهٔ ۲۲ اوت ۱۹۹۷)، یک بازیکن فوتبال اهل آرژانین است که برای باشگاه فوتبال اینتر میلان در پست مهاجم بازی می‌کند.

## عملکرد باشگاهی

### راسینگ کلوب
لائوتارو مارتینز در تیم جوانان راسینگ کلوب در ۶۴ بازی ۵۳ گل به ثمر رساند. عملکرد خوب او باعث شد در سال ۲۰۱۵ مورد توجه باشگاه فوتبال رئال مادرید قرار بگیرد ولی خود او تصمیم گرفت که در باشگاه فوتبال راسینگ کلوب بماند.
اولین بازی خود را در تاریخ ۱ نوامبر ۲۰۱۵ مقابل کروسرو دل نورته انجام داد. اولین گل خود را نیز در نوامبر ۲۰۱۶ مقابل باشگاه فوتبال اتلتیکو هوراکان به ثمر رساند.
بعد از مصدومیت لیساندرو لوپز او فرصت بازی بیشتری پیدا کرد در ۲۳ بازی در لیگ برتر فوتبال آرژانتین ۹ گل زد‌. عملکرد خوب او باعث شد این بار مورد توجه باشگاه فوتبال اتلتیکو مادرید قرار گیرد اما با وجود این که بسیاری از رسانه ها معتقد بودند او با اتلتیکو مادرید قراداد امضا کرده است، باشگاه راسینگ کلوب اعلام کرد که با توجه به تمدید قرارداد او بند فسخ وی افزایش یافته است. همین موضوع باعث شد انتقال مارتینز به سرخ‌پوست‌ها هم منتفی شود. در ۲۷ فوریه ۲۰۱۸ او در کوپا لیبرتادورس مقابل باشگاه ورزشی کروزیرو موفق به زدن سه گل شد.
۵ مه ۲۰۱۷ ویکتور بلانکو رئیس باشگاه فوتبال راسینگ کلوب اعلام کرد که لائوتارو مارتینز قبل از شروع فصل ۱۹–۲۰۱۸ سری آ به باشگاه فوتبال اینترمیلان خواهد پیوست.

### اینترمیلان
در ۴ ژوئیه ۲۰۱۸ مارتینز با قراردادی پنج ساله به ارزش مبلغ ۲۲ میلیون یورو رسما به باشگاه فوتبال اینتر میلان پیوست. او اولین بازی رسمی خود را برای نراتزوری در تاریخ ۱۹ اوت ۲۰۱۸ مقابل باشگاه فوتبال ساسولو انجام داد. اولین گل خود را نیز در ۲۹ سپتامبر در ورزشگاه جوزپه مه آتزا مقابل باشگاه فوتبال کالیاری به ثمر رساند.
مارتینز اولین گل اروپایی خود را در ۱۴ فوریه ۲۰۱۹ از روی نقطه پنالتی مقابل باشگاه فوتبال راپید وین در لیگ اروپا ۱۹–۲۰۱۸ به ثمر رساند. مارتینز بیشتر از هر کسی از عدم حضور مائورو ایکاردی در ترکیب اینترمیلان سود برد. مارتینز در اولین بازی خود در دربی دلا مادونینا مقابل باشگاه فوتبال آ.ث. میلان یک پاس گل به ماتیاس وسینو داد و یک گل از روی نقطه پنالتی به ثمر رساند و به اینتر کمک کرد تا ۳–۲ پیروز شود. در پایان فصل باشگاه فوتبال اینتر میلان در جایگاه سوم سری آ قرار گرفت.
در ۲ اکتبر ۲۰۱۹ لائوتارو مارتینز اولین گل خود را در لیگ قهرمانان اروپا در شکست ۲–۱ خارج از خانه مقابل باشگاه فوتبال بارسلونا ثمر رساند. او بعد از روبرتو بونینسنیا به اولین بازیکنی تبدیل شد که در ورزشگاه نیوکمپ بعد از ۴۹ سال گلزنی کرد. در ۱۷ اوت ۲۰۲۰ او یکی از پنج گل باشگاه فوتبال اینترمیلان را در برابر باشگاه فوتبال شاختار دونتسک زد تا به تیمش‌ کمک‌ کند به فینال لیگ اروپا ۲۰–۲۰۱۹ برسد. اما در فینال لیگ اروپا ۲۰۲۰ با شکست ۳–۲ اینتر مقابل باشگاه فوتبال سویا دست او و تیمش از جام کوتاه ماند. در فصل سری آ ۲۱–۲۰۲۰ به همراه اینترمیلان بعد از سال به قهرمانی در سری آ رسید.
در تاریخ ۸ مارس ۲۰۲۲ مارتینز با تک گلی که در ورزشگاه آنفیلد مقابل باشگاه فوتبال لیورپول به ثمر رساند باعث پیروزی ۱–۰ تیمش شد. این اولین گل اینترمیلان پس از ۳۶۰۰ روز در مرحله حذفی لیگ قهرمانان اروپا بود. در پایان فصل ۲۲–۲۰۲۱ همراه نراتزوری به قهرمانی در کوپا ایتالیا ۲۲–۲۰۲۱ و سوپرجام فوتبال ایتالیا ۲۰۲۲ رسید.

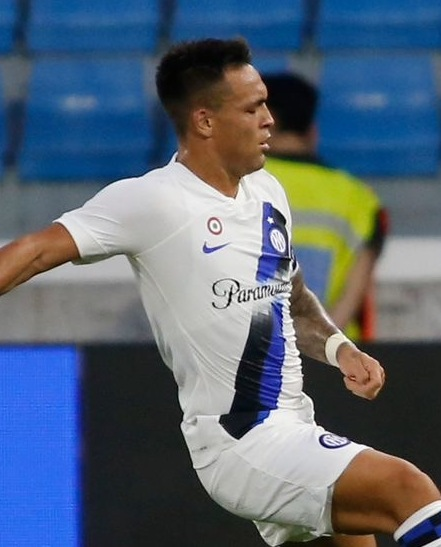
مارتینز همراه باشگاه فوتبال اینتر میلان در سال ۲۰۲۳

در ۶ مه ۲۰۲۳ او تک گل اینترمیلان را مقابل باشگاه فوتبال آ.ث. میلان به ثمر رساند و آبی و مشکی‌ها در مجموع ۳–۰ پیروز شدند و به فینال صعود کردند. اما با شکست ۱–۰ مقابل باشگاه فوتبال منچستر سیتی جام را از دست داد. در فینال جام حذفی فوتبال ایتالیا ۲۰۲۳ او دبل کرد و تیمش را برای دومین بار متوالی قهرمان جام حذفی فوتبال ایتالیا کرد.
سپتامبر ۲۰۲۳ او به اولین بازیکن‌ تاریخ سری آ تبدیل شد که چهار گل به عنوان یار تعویضی به ثمر می رساند. ۲۵ فوریه ۲۰۲۴ با دو گلی که مقابل باشگاه فوتبال لچه زد، تعداد گل های خودش را در سری آ به عدد صد رساند. در ۲۲ آوریل ۲۰۲۴ به عنوان کاپیتان تیم پس از پیروزی ۲-۱ در دربی دلا مادونینا بیستمین اسکودتو تاریخ اینترمیلان را به دست آورد. در پایان فصل سری آ ۲۴–۲۰۲۳ او با زدن ۲۴ گل آقای گل سری آ شد.
در ۲۹ ژانویه ۲۰۲۵ او موفق شد اولین بار در لیگ قهرمانان اروپا مقابل باشگاه فوتبال موناکو هت تریک کند.

## آمار باشگاهی
تا تاریخ ۲ جولای ۲۰۲۵
| باشگاه            | فصل               | لیگ               | لیگ  | لیگ | جام حذفی | جام حذفی | قاره‌ای | قاره‌ای | دیگر | دیگر | مجموع | مجموع |
| باشگاه            | فصل               | دسته              | بازی | گل  | بازی     | گل       | بازی   | گل     | بازی | گل   | بازی  | گل    |
| ----------------- | ----------------- | ----------------- | ---- | --- | -------- | -------- | ------ | ------ | ---- | ---- | ----- | ----- |
| راسینگ کلوب       | ۱۵–۲۰۱۴           | لیگ آرژانتین      | ۱    | ۰   | ۰        | ۰        | ۰      | ۰      | _    | _    | ۱     | ۰     |
| راسینگ کلوب       | ۱۶–۲۰۱۵           | لیگ آرژانتین      | ۳    | ۰   | ۱        | ۰        | ۰      | ۰      | _    | _    | ۴     | ۰     |
| راسینگ کلوب       | ۱۷–۲۰۱۶           | لیگ آرژانتین      | ۲۳   | ۹   | ۰        | ۰        | ۵      | ۰      | _    | _    | ۲۸    | ۹     |
| راسینگ کلوب       | ۱۸–۲۰۱۷           | لیگ آرژانتین      | ۲۱   | ۱۳  | ۰        | ۰        | ۶      | ۵      | _    | _    | ۲۷    | ۱۸    |
| مجموع راسینگ کلوب | مجموع راسینگ کلوب | مجموع راسینگ کلوب | ۴۸   | ۲۲  | ۱        | ۰        | ۱۱     | ۵      | _    | _    | ۶۰    | ۲۷    |
| اینترمیلان        | ۱۹–۲۰۱۸           | سری آ             | ۲۷   | ۶   | ۲        | ۲        | ۶      | ۱      | _    | _    | ۳۵    | ۹     |
| اینترمیلان        | ۲۰–۲۰۱۹           | سری آ             | ۳۵   | ۱۴  | ۳        | ۰        | ۱۱     | ۷      | _    | _    | ۴۹    | ۲۱    |
| اینترمیلان        | ۲۱–۲۰۲۰           | سری آ             | ۳۸   | ۱۷  | ۴        | ۱        | ۶      | ۱      | _    | _    | ۴۸    | ۱۹    |
| اینترمیلان        | ۲۲–۲۰۲۱           | سری آ             | ۳۵   | ۲۱  | ۵        | ۲        | ۸      | ۱      | ۱    | ۱    | ۴۹    | ۲۵    |
| اینترمیلان        | ۲۳–۲۰۲۲           | سری آ             | ۳۸   | ۲۱  | ۵        | ۳        | ۱۳     | ۳      | ۱    | ۱    | ۵۷    | ۲۸    |
| اینترمیلان        | ۲۴–۲۰۲۳           | سری آ             | ۳۳   | ۲۴  | ۱        | ۰        | ۸      | ۲      | ۲    | ۱    | ۴۴    | ۲۷    |
| اینترمیلان        | ۲۵–۲۰۲۴           | سری آ             | ۳۱   | ۱۲  | ۲        | ۰        | ۱۴     | ۹      | ۶    | ۳    | ۵۳    | ۲۴    |
| مجموع اینتر       | مجموع اینتر       | مجموع اینتر       | ۲۳۷  | ۱۱۵ | ۲        | ۸        | ۶۶     | ۲۴     | ۱۰   | ۶    | ۳۳۵   | ۱۵۳   |
| مجموع آمار        | مجموع آمار        | مجموع آمار        | ۲۸۴  | ۱۳۷ | ۲۵       | ۸        | ۷۷     | ۲۹     | ۱۰   | ۶    | ۳۹۷   | ۱۸۰   |

+= قسمت دیگر شامل جام اتحادیه، سوپر جام داخلی، اروپا و جام باشگاه‌های جهان است.

## افتخارات

### باشگاهی

#### اینتر میلان
- سری آ (۲): ۲۱–۲۰۲۰، ۲۴–۲۰۲۳
- جام حذفی فوتبال ایتالیا (۲): ۲۲–۲۰۲۱، ۲۳–۲۰۲۲
- سوپر جام فوتبال ایتالیا (۳): ۲۰۲۱، ۲۰۲۲، ۲۰۲۳
- لیگ قهرمانان اروپا: ۲۳–۲۰۲۲، ۲۵–۲۰۲۴ (نایب‌قهرمان)
- لیگ اروپا: ۲۰–۲۰۱۹ (نائب قهرمان)

### ملی

#### آرژانتین
- جام جهانی فوتبال (۱): ۲۰۲۲
- کوپا آمریکا (۲): ۲۰۲۱، ۲۰۲۴
- جام قهرمانان کونمبول–یوفا (۱): ۲۰۲۲

### فردی
- آقای گل سری آ (۱): ۲۴–۲۰۲۳
- آقای گل کوپا آمریکا (۱): ۲۰۲۴
- باارزشترین بازیکن سری آ (۱): ۲۴–۲۰۲۳
- تیم منتخب لیگ اروپا (۱): ۲۰–۲۰۱۹
- تیم منتخب سری آ (۱): ۲۱–۲۰۲۰، ۲۴–۲۰۲۳
- تیم منتخب فصل سری آ (۱): ۲۰۲۴
- بهترین بازیکن سال سری آ (۱): ۲۰۲۴
- پای طلایی (۱): ۲۰۲۴
- بهترین بازیکن سال ایتالیا به انتخاب اتحادیه بازیکنان فوتبال ایتالیا: ۲۰۲۴

## آمار ملی

### بازی‌های ملی
تا تاریخ ۳۰ نوامبر ۲۰۲۴
| آرژانتین | آرژانتین | آرژانتین | آرژانتین |
| سال      | بازی     | گل       | پاس گل   |
| -------- | -------- | -------- | -------- |
| ۲۰۱۸     | ۴        | ۱        | ۰        |
| ۲۰۱۹     | ۱۳       | ۸        | ۱        |
| ۲۰۲۰     | ۴        | ۲        | ۱        |
| ۲۰۲۱     | ۱۴       | ۶        | ۳        |
| ۲۰۲۲     | ۱۱       | ۴        | ۲        |
| ۲۰۲۳     | ۸        | ۰        | ۰        |
| ۲۰۲۴     | ۱۶       | ۱۱       | ۲        |
| مجموع    | ۷۰       | ۳۲       | ۹        |

### گل‌های ملی
تا تاریخ ۲۰ نوامبر ۲۰۲۴
| شماره | تاریخ           | میزبان        | بازی ملی | حریف       | نتیجه | رقابت                  |
| ----- | --------------- | ------------- | -------- | ---------- | ----- | ---------------------- |
| ۱     | ۱۱ اکتبر ۲۰۱۸   | ریاض          | ۲        | عراق       | ۴–۰   | دوستانه                |
| ۲     | ۲۲ مارس ۲۰۱۹    | مادرید        | ۵        | ونزوئلا    | ۱–۳   | دوستانه                |
| ۳     | ۷ ژوئن ۲۰۱۹     | سان خوآن      | ۷        | نیکاراگوئه | ۶–۱   | دوستانه                |
| ۴     | ۷ ژوئن ۲۰۱۹     | سان خوآن      | ۷        | نیکاراگوئه | ۶–۱   | دوستانه                |
| ۵     | ۲۳ ژوئن ۲۰۱۹    | پورتو آلگری   | ۹        | قطر        | ۲–۰   | کوپا آمریکا ۲۰۱۹       |
| ۶     | ۲۸ ژوئن ۲۰۱۹    | ریو دو ژانیرو | ۱۰       | ونزوئلا    | ۲–۰   | کوپا آمریکا ۲۰۱۹       |
| ۷     | ۱۰ سپتامبر ۲۰۱۹ | سن آنتونیو    | ۱۳       | مکزیک      | ۴–۰   | دوستانه                |
| ۸     | ۱۰ سپتامبر ۲۰۱۹ | سن آنتونیو    | ۱۳       | مکزیک      | ۴–۰   | دوستانه                |
| ۹     | ۱۰ سپتامبر ۲۰۱۹ | سن آنتونیو    | ۱۳       | مکزیک      | ۴–۰   | دوستانه                |
| ۱۰    | ۱۳ اکتبر ۲۰۲۰   | لاپاز         | ۱۹       | بولیوی     | ۲–۱   | مقدماتی جام جهانی ۲۰۲۲ |
| ۱۱    | ۱۷ نوامبر ۲۰۲۰  | لیما          | ۲۱       | پرو        | ۲–۰   | مقدماتی جام جهانی ۲۰۲۲ |
| ۱۲    | ۲۸ ژوئن ۲۰۲۱    | کویابا        | ۲۶       | بولیوی     | ۴–۱   | کوپا آمریکا ۲۰۲۱       |
| ۱۳    | ۳ ژوئیه ۲۰۲۱    | گویانیا       | ۲۷       | اکوادور    | ۳–۰   | کوپا آمریکا ۲۰۲۱       |
| ۱۴    | ۶ ژوئیه ۲۰۲۱    | برازیلیا      | ۲۸       | کلمبیا     | ۱–۱   | کوپا آمریکا ۲۰۲۱       |
| ۱۵    | ۲ سپتامبر ۲۰۲۱  | کاراکاس       | ۳۰       | ونزوئلا    | ۳–۱   | مقدماتی جام جهانی ۲۰۲۲ |
| ۱۶    | ۱۰ اکتبر ۲۰۲۱   | بوئنوس آیرس   | ۳۲       | اروگوئه    | ۳–۰   | مقدماتی جام جهانی ۲۰۲۲ |
| ۱۷    | ۱۴ اکتبر ۲۰۲۱   | بوئنوس آیرس   | ۳۳       | پرو        | ۱–۰   | مقدماتی جام جهانی ۲۰۲۲ |
| ۱۸    | ۲۷ ژانویه ۲۰۲۲  | کالاما        | ۳۶       | شیلی       | ۲–۱   | مقدماتی جام جهانی ۲۰۲۲ |
| ۱۹    | ۱ فوریه ۲۰۲۲    | سن آنتونیو    | ۳۷       | کلمبیا     | ۱–۰   | مقدماتی جام جهانی ۲۰۲۲ |
| ۲۰    | ۱ ژوئن ۲۰۲۲     | لندن          | ۳۸       | ایتالیا    | ۳–۰   | فینالیسما ۲۰۲۲         |
| ۲۱    | ۲۳ سپتامبر ۲۰۲۲ | میامی         | ۳۹       | هندوراس    | ۳–۰   | دوستانه                |
| ۲۲    | ۲۶ مارس ۲۰۲۴    | لس آنجلس      | ۵۶       | کاستاریکا  | ۳–۱   | دوستانه                |
| ۲۳    | ۱۴ ژوئن ۲۰۲۴    | مریلند        | ۵۸       | گواتمالا   | ۳–۱   | دوستانه                |
| ۲۴    | ۱۴ ژوئن ۲۰۲۴    | مریلند        | ۵۸       | گواتمالا   | ۳–۱   | دوستانه                |
| ۲۵    | ۲۰ ژوئن ۲۰۲۴    | آتلانتا       | ۵۹       | کانادا     | ۲–۰   | کوپا آمریکا ۲۰۲۴       |
| ۲۶    | ۲۶ ژوئن ۲۰۲۴    | نیوجرسی       | ۶۰       | شیلی       | ۱–۰   | کوپا آمریکا ۲۰۲۴       |
| ۲۷    | ۳۰ ژوئن ۲۰۲۴    | فلوریدا       | ۶۱       | پرو        | ۲–۰   | کوپا آمریکا ۲۰۲۴       |
| ۲۸    | ۳۰ ژوئن ۲۰۲۴    | فلوریدا       | ۶۱       | پرو        | ۲–۰   | کوپا آمریکا ۲۰۲۴       |
| ۲۹    | ۱۵ ژوئیه ۲۰۲۴   | فلوریدا       | ۶۴       | کلمبیا     | ۱–۰   | کوپا آمریکا ۲۰۲۴       |
| ۳۰    | ۱۶ اکتبر ۲۰۲۴   | بوئنوس آیرس   | ۶۸       | بولیوی     | ۶–۰   | مقدماتی جام‌ جهانی ۲۰۲۶ |
| ۳۱    | ۱۵ نوامبر ۲۰۲۴  | آسونسیون      | ۶۹       | پاراگوئه   | ۱–۲   | مقدماتی جام‌ جهانی ۲۰۲۶ |
| ۳۲    | ۲۰ نوامبر ۲۰۲۴  | بوئنوس آیرس   | ۷۰       | پرو        | ۱–۰   | مقدماتی جام‌ جهانی ۲۰۲۶ |

## عملکرد ملی

### جوانان
در سال ۲۰۱۷ مارتینز نماینده تیم ملی فوتبال زیر ۲۰ سال آرژانتین در مسابقات قهرمانی زیر ۲۰ سال آمریکای جنوبی ۲۰۱۷ بود که در پایان  مسابقات با ۵ گل به عنوان آقای گلی مسابقات رسید.

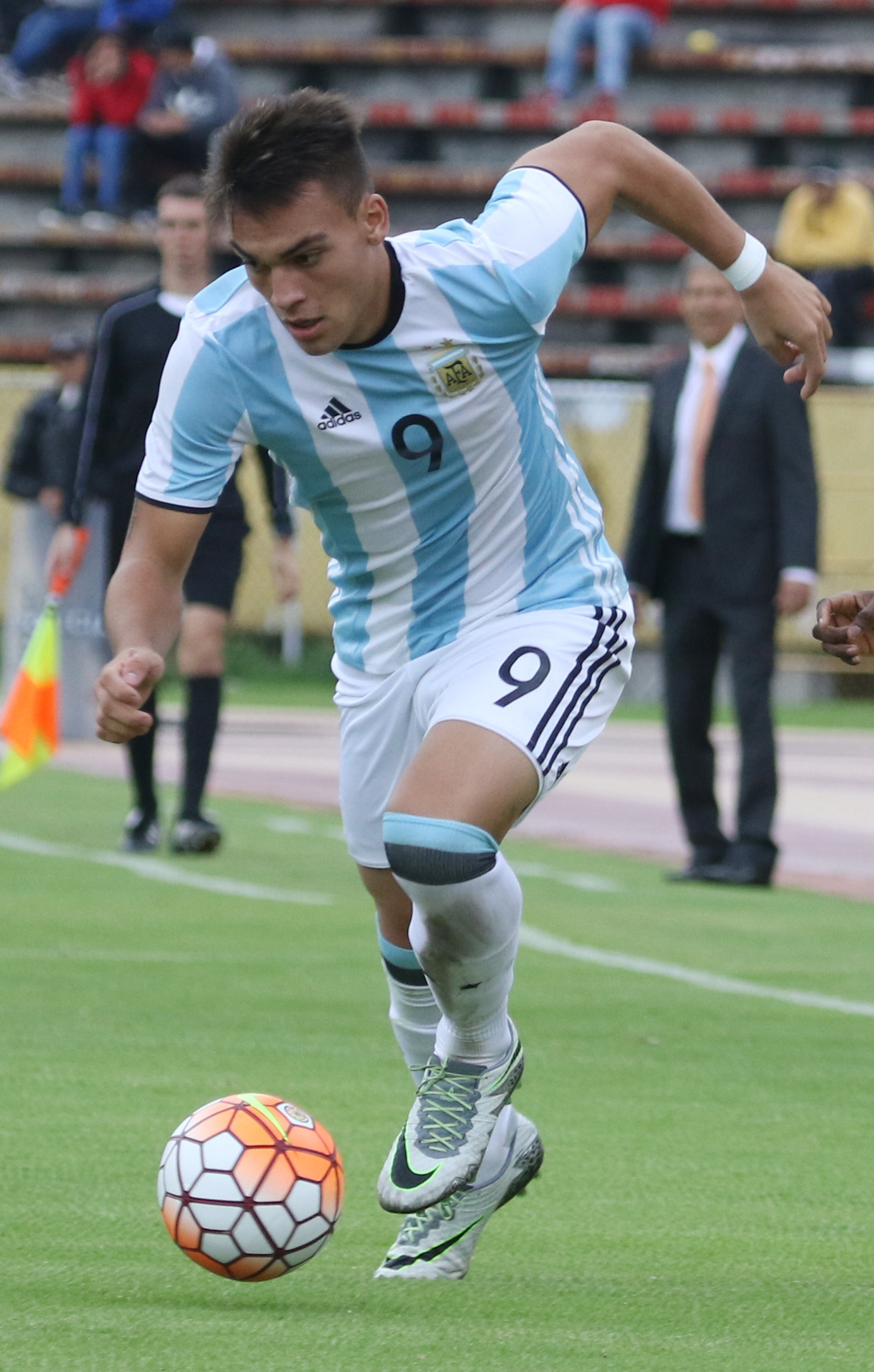
مارتینز در حال بازی برای تیم ملی فوتبال زیر ۲۰ سال آرژانتین

او در ماه مه همان سال در فهرست تیم ملی فوتبال زیر ۲۰ سال آرژانتین برای حضور در جام جهانی فوتبال زیر ۲۰ سال ۲۰۱۷ قرار گرفت. آرژانتین در این رقابت ها در مرحله گروهی از رقابت ها حذف شد.

### بزرگسالان
در ۱۲ مارس ۲۰۱۸ مارتینز اولین بار به تیم ملی فوتبال آرژانتین برای دو بازی دوستانه مقابل ایتالیا و اسپانیا دعوت شد. او اولین بازی خود را در ۲۷ مارس همان سال مقابل اسپانیا به عنوان یار تعویضی انجام داد. در ماه مئ ۲۰۱۸ مارتینز در فهرست اولیه آرژانتین برای حضور در جام جهانی فوتبال ۲۰۱۸ روسیه قرار گرفت اما از لیست نهایی خط خورد. در ۲۸ اکتبر ۲۰۱۸ او اولین گل ملی خود را مقابل تیم ملی فوتبال عراق به ثمر رساند.
در مئ ۲۰۱۹ او در فهرست نهایی به انتخاب لیونل اسکالونی برای حضور در کوپا آمریکا ۲۰۱۹ قرار گرفت. او در آخرین بازی مرحله گروهی جام یک گل مقابل قطر به ثمر رساند. در ۲۸ ژوئن ۲۰۱۹ مارتینز یکی از دو گل تیم ملی فوتبال آرژانتین را در مرحله یک‌چهارم نهایی مقابل ونزوئلا به ثمر رساند.
در ۱۰ سپتامبر ۲۰۱۹ مارتینز موفق شد مقابل مکزیک در یک بازی دوستانه هت تریک کند.
در ۲۸ ژوئن ۲۰۲۱ او یک گل در پیروزی ۴-۱ مقابل بولیوی در آخرین بازی مرحله گروهی در کوپا آمریکا ۲۰۲۱ به ثمر رساند. د ۳ ژوئیه او گل یکی از سه گل تیم ملی فوتبال آرژانتین را در مقابل اکوادور در محله یک‌چهارم به ثمر رساند. در ۶ ژوئیه مارتینز در تساوی ۱–۱ در نیمه نهایی مقابل کلمبیا یک گل زد و به تیمش‌ برای رسیدن به فینال کمک کرد. در پایان مارتینز با تیم ملی فوتبال آرژانتین قهرمان کوپا آمریکا ۲۰۲۱ شد.
۱ ژوئن ۲۰۲۲ مارتینز یک گل و یک پاس گل برای  آنخل دی ماریا در برد ۳-۰ مقابل ایتالیا در فینالیسیما ۲۰۲۲ ارسال کرد و در قهرمانی آرژانتین در جام قهرمانان کونمبول–یوفا کمک کرد.
مارتینز توسط لیونل اسکالونی در فهرست ۲۶ نفره نهایی جام جهانی فوتبال ۲۰۲۲ قطر قرار گرفت. در تاریخ ۱۸ دسامبر در فینال در وقت اضافه او جایگزین جولیان آلوارز شد و پس از تساوی ۳-۳ در طول ۱۲۰ دقیقه تیم ملی فوتبال آرژانتین مقابل فرانسه در ضربات پنالتی ۴–۲ پیروز شد و به قهرمانی جام جهانی فوتبال رسید.
در کوپا آمریکا ۲۰۲۴ مارتینز موفق شد مقابل شیلی، کانادا یک گل و پرو دو‌ گل به ثمر برساند. در فینال هم مارتینز در دقیقه ۱۱۲ تنها گل تیم ملی فوتبال آرژانتین را مقابل کلمبیا به ثمر رساند و آرژانتین را قهرمان کوپا آمریکا ۲۰۲۴ کرد. او در پایان با ۵ گل زده به عنوان آقای گلی رقابت ها دست یافت.

## زندگی شخصی
سال ۲۰۱۶ مارتینز با آگوستینا گاندولفو یک کارآفرین آرژانتینی و مربی بدن سازی در ارتباط بوده است. در ۲۷ مه ۲۰۲۳ آنها در شهر کومو واقع در کشور ایتالیا باهم ازدواج کردند.